# Mami Records
MAMI Records − polskie wydawnictwo muzyczne, założone w 1998 roku w Poznaniu przez Tomasza „Cartona” Kowalskiego. Ma na swoim koncie albumy muzyczne z gatunków: punk rock, ska, reggae, muzyki alternatywnej czy dub. Nakładem MAMI Records ukazała się również książka Punk Rock – Encyklopedia autorstwa Jarosława Sobkowiaka.

## Działalność
W ramach działalności MAMI Records ukazała się m.in. pierwsza edycja pierwszego albumu zespołu Pidżama Porno Futurista w 1996 roku, jak i jego reedycja w 1998 roku. Wydawnictwo współpracowało również z takimi zespołami, jak: Apatia, Brudne Dzieci Sida, Dubska, Gedeon Jerubbaal, Pidżama Porno, THC-X, Upside down, Włochaty.
MAMI Records jako wydawnictwo wielokrotnie otwierało się na nowe gatunki. Jak powiedział Melon z zespołu Dubska w rozmowie z freecolours.pl, „Materiał zdecydowało się wydać Mami Records, dość prężne wydawnictwo z Poznania, które w sumie do tej pory nie wydawało reggae, ale właściciel Mami – Tomasz Kowalski zdecydował się nas wydać.”

## Wydane albumy
Nakładem MAMI Records ukazały się m.in. takie albumy, jak:
- 100% vegetarian band (Apatia)
- A few more lines (Avioded)
- All Sunrises Sound System (WWS)
- Apatia (Apatia)
- Designed for you get up (Avioded)
- Futurista (Pidżama Porno)
- Koszały Opały Czyli Festiwal M (THC-X)
- Love kills (Brudne Dzieci Sida)
- Muzykanci (THC-X)
- s/t (Świat Czarownic & Robert Brylewski)
- Tam Gdzie Droga (Come & Go)
- Wakonda (THC-X)
- Zamiast burzy (Pidżama Porno)